# I U
I U (stilizzato come I□U) è un EP della cantante sudcoreana IU, pubblicato nel 2011 dall'etichetta discografica East World.

## Il disco
I□U segna il debutto di IU nel mercato giapponese, annunciato il 16 novembre 2011; è in realtà considerato un pre-debutto, in quanto il debutto vero e proprio avviene il 21 marzo 2012 con la versione in giapponese dei brani Good Day e Rain Drop.
L'EP viene pubblicato in Giappone il 14 dicembre 2011 e contiene il brano di debutto di IU, Lost Child, e altre cinque canzoni in coreano registrate nel 2010 e nel 2011, cioè il duetto con Seulong dei 2AM intitolato Nagging, Rain Drop, Good Day da Real, The Story Only I Didn't Know da Real+ e la bonus track Last Fantasy, title track dell'omonimo album del 2011. I titoli di Nagging e The Story Only I Didn't Know vengono cambiati in giapponese, diventando rispettivamente Ko go to (コ・ゴ・ト? Lett. "rimproverare") e Watashi dake shiranai (私だけ知らない? lett. "Solo io non lo sapevo"). Il DVD include un documentario intitolato I with U: The Story of IU, diretto da Kim Do-yeon, della durata di circa un'ora, e comprende interviste con IU e il suo staff, e tutti i video musicali realizzati fino a quel momento.
L'EP ha debuttato al quindicesimo posto nella classifica Oricon vendendo 7 000 copie; dopo essere rimasto nella Top 300 per sette settimane, ha venduto 12 000 copie.

## Tracce
1. Good Day – 3:56 (testo: Kim Eana – musica: Lee Min-soo)
2. Ko go to (コ・ゴ・ト) (feat. Seulong) – 3:37 (testo: Kim Eana – musica: Lee Min-soo)
3. Rain Drop – 3:50 (Go Hyun-ki)
4. Lost Child (미아; Mia) – 3:44 (testo: Choi Gap-won – musica: Lee Jong-hoon, Min Woong-sik)
5. Watashi dake shiranai (私だけ知らない) – 3:27 (testo: Kim Eana – musica: Yoon Sang)

Bonus track
1. Last Fantasy – 6:10 (testo: Kim Eana – musica: Kim Hyeong-seok)

## Classifiche
| Classifica (2011) | Posizione massima |
| ----------------- | ----------------- |
| Giappone          | 15                |